# 顾娟
顾娟（Gu Juan，1990年5月26日—），出生於江苏盐城大丰大中镇新民村，後移居新加坡，現為新加坡女子羽毛球運動員。個人最高世界排名第15位（2012年12月）。現已退役。

## 羽毛球生涯

### 早年及出道
顾娟生於江苏大丰市，六歲時隨父親顾海勇舉家遷到南京。因自小身體較差，動輒要去醫院看病，父親於是把她送到南京市下关区羽毛球运动学校，希望借運動增强体质。
顾娟在訓練過程中展現了對羽毛球的天赋，小學五年级时已代表南京市，贏得华东地区少年儿童羽毛球比赛第一名。後來，她得到北京羽毛球队邀请到隊中試訓，最後卻因不太适应北方環境而放棄加入。

### 轉戰新加坡
回到南京后，剛上初中的顾娟續代表南京参加江苏省第15届省运会，更一舉贏得了少儿乙组羽毛球女子双打和团体两项冠军。正值此際，前江苏羽毛球隊教练尤广礼代表新加坡来到挑选球员，看上表現出色的顾娟，並邀她到新加坡发展。在往後四、五年間，顾娟便到了新加坡国家队，接受专业训练。2004年，为代表新加坡比赛，她加入了新加坡国籍；後曾代表新加坡贏得2007年世界青年羽毛球錦標賽女子單打銅牌。

### 心淡退隊
2008年，新加坡国家队更換教練，多数运动员因无法适应，致使成绩一落千丈。因此，不少队员心灰意冷，紛紛退役；顾娟眼見前途渺茫，也決定退隊並回到中国读书，在上海体育学院修讀运动训练专业。

### 重返球場
2010年，顾娟在国家队总教练的邀請下回到隊中。经过半年多的恢复，顾娟的狀態回復不少，未幾已在2011年全英羽毛球首要超級賽打进八強，又贏得了新西兰国际挑战赛亚军；其後，更首度代表新加坡隊參加蘇迪曼盃和世界羽毛球錦標賽。
2012年7月，顾娟代表新加坡出戰英國倫敦舉行的奥林匹克运动会羽毛球比賽女子單打項目，在小組賽階段先後擊敗斯洛伐克的莫妮卡·法松戈娃和澳洲的维多利亚·娜，順利晉級淘汰賽；但在首輪賽事便以0比2（18-21、10-21）負於中華台北的鄭韶婕出局，16強止步。
2013年8月，顾娟參加中國廣州舉行的世界羽毛球錦標賽，出戰女子單打項目，首圈以2-0輕取立陶宛選手厄维尔·斯塔普赛蒂特晉級，但在第二圈就以1比2（21-16、17-21、9-21）不敵4號種子、泰國的拉差诺·因达农出局。

### 离开国家队
2014年4月，顾娟再次宣佈离开新加坡国家羽毛球队，请辞理由包括伤病及想要照顾年迈的父母；此外，她亦認為现阶段新加坡羽协的培训环境，不足以讓她提升到更高水準。

## 主要比賽成績
只列出曾進入準決賽的國際賽事成績：
| 年份   | 賽事                     | 公開賽級別 | 項目     | 拍檔   | 成績   |
| ------ | ------------------------ | ---------- | -------- | ------ | ------ |
| 2007年 | 世界青年羽毛球錦標賽     | 其他       | 女子單打 | －     | 準決賽 |
| 2007年 | 世界青年羽毛球錦標賽     | 其他       | 混合團體 | －     | 準決賽 |
| 2010年 | 羅馬尼亞羽毛球國際賽     | 國際系列賽 | 女子單打 | －     | 亞軍   |
| 2010年 | 新加坡羽毛球國際系列賽   | 國際系列賽 | 女子雙打 | 陈嘉园 | 準決賽 |
| 2011年 | 紐西蘭羽毛球國際挑戰賽   | 國際挑戰賽 | 女子單打 | －     | 亞軍   |
| 2011年 | 新加坡羽毛球國際系列賽   | 國際系列賽 | 女子單打 | －     | 亞軍   |
| 2012年 | 德國羽毛球黃金大獎賽     | 黃金大獎賽 | 女子單打 | －     | 準決賽 |
| 2013年 | 馬來西亞羽毛球黃金大獎賽 | 黃金大獎賽 | 女子單打 | －     | 亞軍   |
| 2013年 | 泰國羽毛球黃金大獎賽     | 黃金大獎賽 | 女子單打 | －     | 準決賽 |
| 2013年 | 中華台北羽毛球黃金大獎賽 | 黃金大獎賽 | 女子單打 | －     | 準決賽 |
| 2013年 | 荷蘭羽毛球大獎賽         | 大獎賽     | 女子單打 | －     | 亞軍   |

| 2007-2017年 | 首要超級賽 | 超級賽 | 黃金大獎賽 | 大獎賽 | 國際挑戰賽 | 國際系列賽 | 未來系列賽 | 其他 |

### 奧運會和世錦賽參賽紀錄
|          | 2011 | 2012 | 2013 |
| -------- | ---- | ---- | ---- |
| 女子單打 | 32強 | 16強 | 32強 |